# Rogier van der Weyden
Rogier van der Weyden ou Roger de la Pasture (1399 ou 1400 – 18 de junho de 1464) foi um dos primeiros pintores holandeses cujas obras sobreviventes consistem principalmente em trípticos religiosos, retábulos e singles encomendados e retratos dípticos. Ele teve muito sucesso durante sua vida; suas pinturas foram exportadas para Itália e Espanha, e ele recebeu encomendas de, entre outros, Filipe, o Bom, da nobreza holandesa e de príncipes estrangeiros. Na segunda metade do século XV, ele ofuscou Jan van Eyck em popularidade. No entanto, a sua fama durou apenas até ao século XVII e, em grande parte devido à mudança de gosto, foi quase totalmente esquecido em meados do século XVIII. Sua reputação foi lentamente reconstruída durante os duzentos anos seguintes; hoje ele é conhecido, com Robert Campin e van Eyck, como o terceiro (por data de nascimento) dos três grandes primeiros artistas flamengos (Vlaamse Primitieven ou "Primitivos Flamengos"), e amplamente como o pintor do Norte mais influente do século XV.
Muito poucos detalhes da vida de van der Weyden são conhecidos. Os poucos fatos que conhecemos vêm de registros cívicos fragmentados. No entanto, a atribuição de pinturas agora associadas a ele é amplamente aceita, em parte com base em evidências circunstanciais, mas principalmente na evidência estilística de uma série de pinturas de um mestre inovador.
Van der Weyden trabalhou a partir de modelos de vida e suas observações foram observadas de perto. No entanto, ele muitas vezes idealizava certos elementos dos traços faciais de seus modelos, que eram tipicamente esculturais, especialmente em seus trípticos. Todas as suas formas são representadas com cores ricas e quentes e uma expressão simpática, enquanto ele é conhecido por seu pathos expressivo e naturalismo. Seus retratos tendem a ter metade do comprimento e metade do perfil, e ele é tão simpático aqui quanto em seus trípticos religiosos. Van der Weyden usou uma gama incomumente ampla de cores e tons variados; em seus melhores trabalhos o mesmo tom não se repete em nenhuma outra área da tela, por isso até os brancos são variados.

## Influência

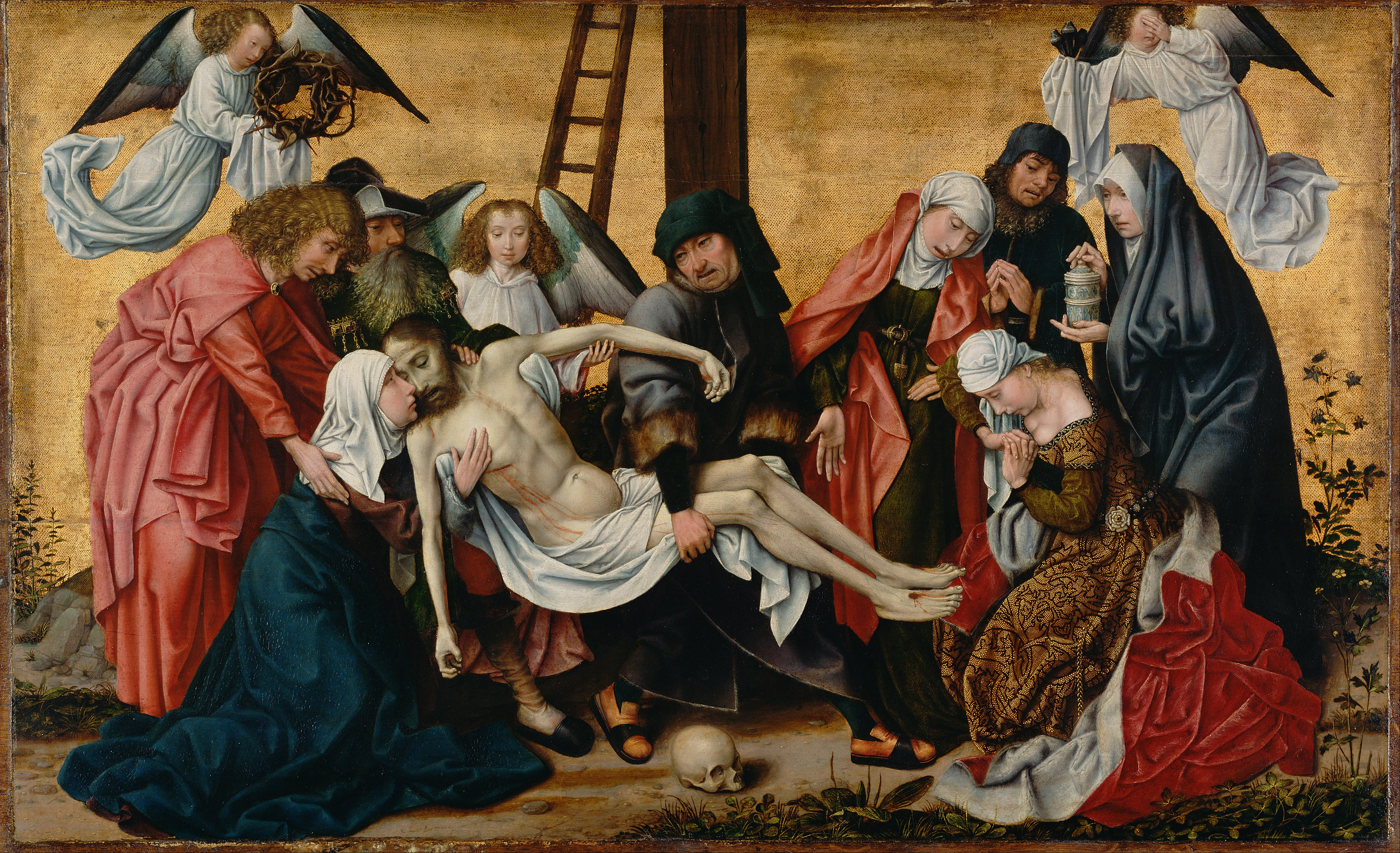
Deposição – Seguidor de Rogier van der Weyden

A sua pintura vigorosa, subtil e expressiva e as suas concepções religiosas populares tiveram uma influência considerável na pintura europeia, não só em França e na Alemanha, mas também em Itália e em Espanha. Panofsky escreve como Rogier van der Weyden introduziu uma nova iconografia religiosa em sua pintura; ele retratou patronos participando de eventos sagrados e combinou meios-retratos de Nossa Senhora com retratos de pessoas em oração para formar dípticos. Ele também reformulou e popularizou o tema de São Jerônimo retirando o espinho da pata do leão.
Hans Memling foi seu maior seguidor, embora não esteja comprovado que tenha estudado com Rogier. Van der Weyden teve também grande influência sobre o pintor e gravurador alemão Martin Schongauer, cujas gravuras foram distribuídas por toda a Europa a partir das últimas décadas do século XV. Indiretamente, as gravuras de Schongauer ajudaram a divulgar o estilo de van der Weyden. Delenda escreve que, com exceção de Petrus Christus, que foi discípulo de Jan van Eyck, vestígios da arte de Rogier van der Weyden podem ser encontrados em graus variados em todos os artistas do século XV.